# Suhrkamp Verlag

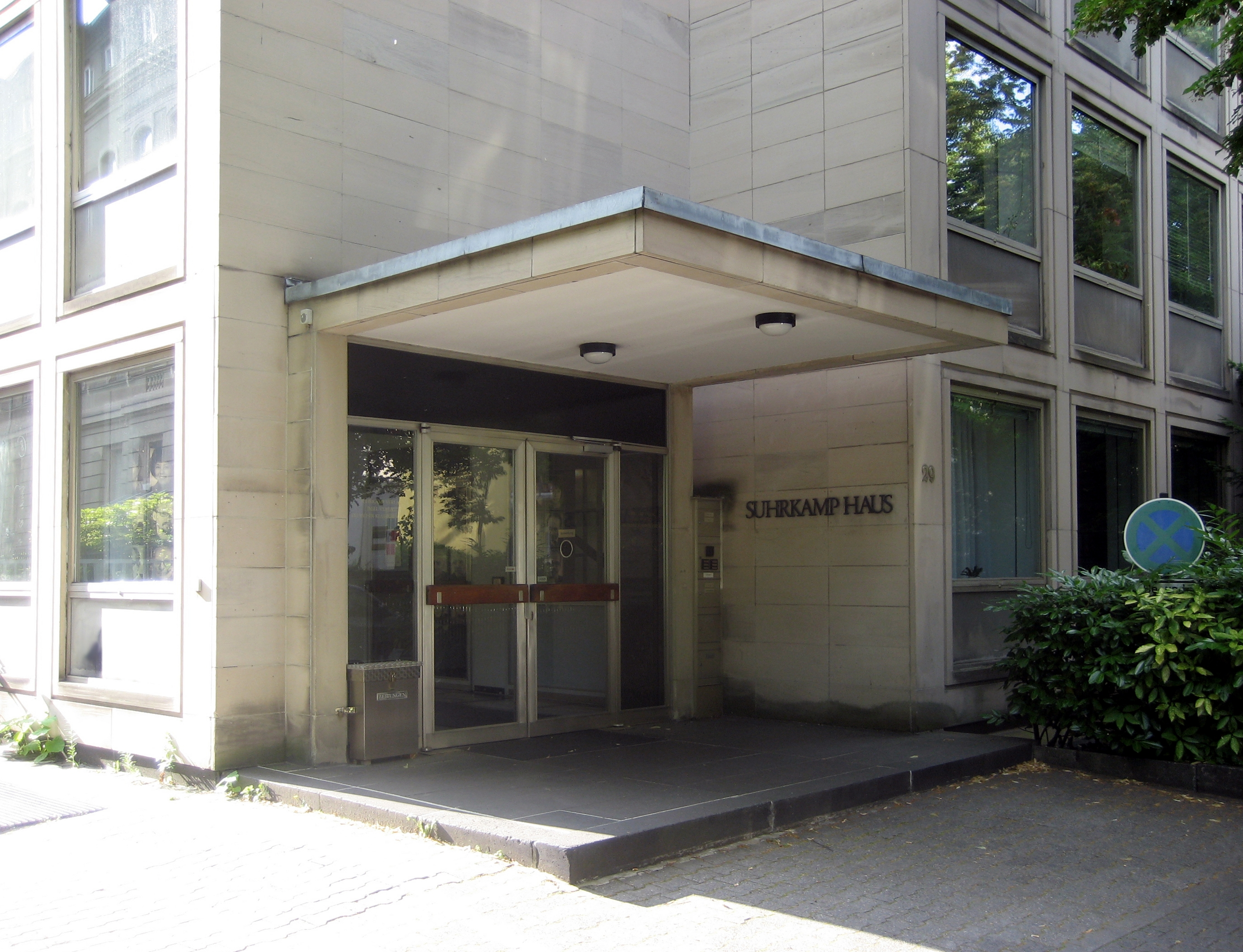
Intrarea (acum demolată) în clădirea Suhrkamp din Frankfurt

Suhrkamp Verlag este o editură germană, înființată în 1950 și recunoscută, adesea, ca fiind unul dintre editorii europeni de top de cărți de literatură. Rădăcinile sale provin din partea „arianizată” a editurii S. Fischer Verlag.
În ianuarie 2010 sediul central al companiei s-a mutat de la Frankfurt la Berlin.
Suhrkamp a intrat, la cerere, în procedura de insolvență în 2013, în urma unui îndelungat conflict juridic între proprietarii săi. În 2015 s-a anunțat că economistul Jonathan Landgrebe a fost numit în funcția de director.

## Primii ani
Firma a fost înființată de către Peter Suhrkamp, care condusese la fel de renumita S. Fischer Verlag începând din 1936. Din cauza faptului că cenzura regimului nazist punea în pericol existența editurii S. Fischer Verlag, ca urmare a numărului mare de autori disidenți, Gottfried Bermann Fischer a ajuns în 1935 la un acord cu Ministerul Propagandei]] prin care publicarea autorilor neacceptați nu se va face în Germania, în timp ce restul autorilor, cei „arianizați”, vor fi publicați de Peter Suhrkamp în calitate de director executiv și sub numele de „Suhrkamp” — inclusiv autori apropiați naziștilor.
Cu toate acestea, Suhrkamp a fost arestat de Gestapo în 1944, dar a supraviețuit perioadei de ședere în lagărul de concentrare. Urmând o sugestie a lui Hermann Hesse, el a părăsit editura Fischer, înființând propria sa editură în 1950. Majoritatea scriitorilor asociați cu Fischer l-au urmat. Printre primii autori care a publicat la editura Suhrkamp au fost Hesse, Rudolf Alexander Schröder, Hermann Kasack, T. S. Eliot, George Bernard Shaw și Bertolt Brecht.

## Periada Unseld
Siegfried Unseld s-a alăturat firmei în 1952, a devenit coproprietar în 1957 și editor la moartea lui Peter Suhrkamp în 1959. Unseld a condus Editura Suhrkamp până la propria sa moarte, survenită în 2002.
Sub conducerea lui Unseld, editura s-a concentrat pe trei domenii majore: literatura germană din secolul al XX-lea, literatura în limbi străine și științele umaniste. Cărțile editate de Suhrkamp au fost apreciate pentru aspectul lor inovativ, datorat în mare parte activității lui Willy Fleckhaus.
În timpul conducerii lui Unseld, Suhrkamp i-a publicat pe unii dintre cei mai importanți autori moderni de limba germană în plus față de cei deja menționați.

## Perioada post-Unseld
După moartea lui Unseld, firma a fost zdruncinată de un conflict interior. Astăzi, ea este condusă de văduva lui, Ulla Unseld-Berkéwicz. Cu toate acestea, unii dintre principalii săi autori, printre care Martin Walser, au părăsit editura.
Suhrkamp Verlag are 140 de angajați și o cifră de afaceri anuală de aproximativ 30 de milioane de euro. Până în ianuarie 2010, sediul companiei se afla la Frankfurt; după aceea a fost mutat la Berlin.

## Autori de limba germană
Jurek Becker, Jürgen Becker, Thomas Bernhard, Peter Bichsel, Volker Braun, Paul Celan, Tankred Dorst, Günter Eich, Hans Magnus Enzensberger, Max Frisch, Durs Grünbein, Hans Ulrich Gumbrecht, Peter Handke, Wolfgang Hildesheimer, Uwe Johnson, Thomas Kling, Wolfgang Koeppen, Karl Krolow, Andreas Maier, Friederike Mayröcker, Robert Menasse, Adolf Muschg, Paul Nizon, Hans Erich Nossack, Ernst Penzoldt, Doron Rabinovici, Nelly Sachs, Arno Schmidt, Robert Walser, Ernst Weiß și Peter Weiss.

## Autori străini
Printre autorii publicați care nu au scris în limba germană au fost Samuel Beckett, Octavio Paz, James Joyce, Marcel Proust, José Maria de Eça de Queiroz, Clarin, Mercè Rodoreda, Jorge Semprún, Lídia Jorge, Agustina Bessa-Luís, Juan Ramón Jiménez, Amos Oz, Julia Kissina, Sylvia Plath, Eduardo Mendoza și Clarice Lispector.
Literatura latino-americană a devenit un punct de interes special al Suhrkamp Verlag; catalogul editurii include nume precum Pablo Neruda, Isabel Allende, Mario Vargas Llosa, Manuel Puig, João Ubaldo Ribeiro, Adolfo Bioy Casares, Guillermo Cabrera Infante, Alejo Carpentier, Julio Cortázar, Osman Lins, José Lezama Lima, Juan Carlos Onetti, Octavio Paz și Tuvia Tenenbom.

## Bibliothek Suhrkamp
Seria de cărți Bibliothek Suhrkamp include autori moderni de prim rang precum Ingeborg Bachmann, T. S. Eliot, Carlo Emilio Gadda, Federico García Lorca, André Gide, Ernest Hemingway, Yasushi Inoue, James Joyce, Franz Kafka, Vladimir Mayakovsky, Thomas Mann, Yukio Mishima, Cesare Pavese, Ezra Pound, Marcel Proust, Rainer Maria Rilke, Jean-Paul Sartre, Georg Trakl, Giuseppe Ungaretti, Paul Valéry și Marina Țvetaeva.

## Autori din domeniul academic
Științele umaniste sunt reprezentate de scriitori precum Theodor W. Adorno, Walter Benjamin, Ernst Bloch, Hans Blumenberg, Norbert Elias, Paul Feyerabend, Jürgen Habermas, Hans Jonas, Niklas Luhmann, Tilmann Moser, Gershom Scholem, Siegfried Kracauer, Helmuth Plessner, Burghart Schmidt, Georg Simmel, Viktor von Weizsäcker și Ludwig Wittgenstein. Mai multe publicații editate de Suhrkamp în acest domeniu sunt considerate a se încadra în standardul academic de lectură.

## Legături externe
- Site-ul oficial